# Alianza francesa
La Alianza francesa (en francés: Alliance française) es una organización que promueve el idioma francés y la cultura francesa en el mundo. Su sede principal se encuentra en París. Su principal misión es enseñar el francés como segundo idioma.

## Historia
La Alianza francesa fue creada el 21 de julio de 1883 en París por  iniciativa de Pierre Paul Cambon, apoyada por un grupo de hombres célebres, entre los que se contaban el científico Louis Pasteur, el diplomático Ferdinand de Lesseps, los escritores Julio Verne y Ernest Renan y el editor Armand Colin; en su comité inicial figuraban además otras personalidades como Philippe Berthelot, Jean-Jules Jusserand, Ernest Renan, y Félix Charmetant.
Actualmente cuenta con 1040 centros en 136 países en los cinco continentes. Cada año, más de 450 000 personas de todas las edades asisten a las Alianzas francesas, y más de seis millones de personas participan en sus actividades culturales. La mayoría de Alianzas francesas financian sus actividades con el dinero que reciben de sus cursos y del alquiler de sus instalaciones. El gobierno francés también proporciona una subvención a ciertas Alianzas Francesas, cubriendo aproximadamente el 5 % de su presupuesto (casi 665 000 euros en 2003).[cita requerida].

## Objetivos
Actualmente representa la primera red cultural mundial. La Alianza francesa tiene tres objetivos principales:
- Ofrecer cursos de Francés en Francia y en el resto del mundo.
- Difundir las culturas francesa y francófona.
- Favorecer la diversidad cultural.

## Organización
La Alianzas Francesas fuera de París son generalmente manejadas por una franquicia. Cada una tiene un comité y un director o presidente. La marca Alianza francesa pertenece a la sede central en París. En varios países la Alianza francesa de París está representada por un Délégué Général. 
El 1 de junio de 2005, la Alianza francesa recibió el Premio Príncipe de Asturias de Comunicación y Humanidades de dicho año. Comparte galardón con el Instituto Cervantes, la Società Dante Alighieri, el British Council, el Instituto Camões y el Goethe-Institut.
Es una asociación que no está sometida a ninguna influencia política o religiosa; entre sus fundadores contaba con un protestante, un judío, un católico y personas de otras religiones.
La Fundación de la Alianza francesa es la que reconoce las nuevas Alianzas francesas aprobando sus estatutos. Acompaña las Alianzas en la formación del personal, y las aconseja en la extensión de sus actividades o cuando atraviesan momentos de dificultad.
La Alianza francesa se instala en cualquier parte del mundo y es hoy la Organización no gubernamental (ONG) más grande del mundo, con cerca de 1000 establecimientos en más de 136 países diferentes.
Todavía perpetúa hoy en día el espíritu de los fundadores, sobre todo el de Jean-Jules Jusserand.

## Localización

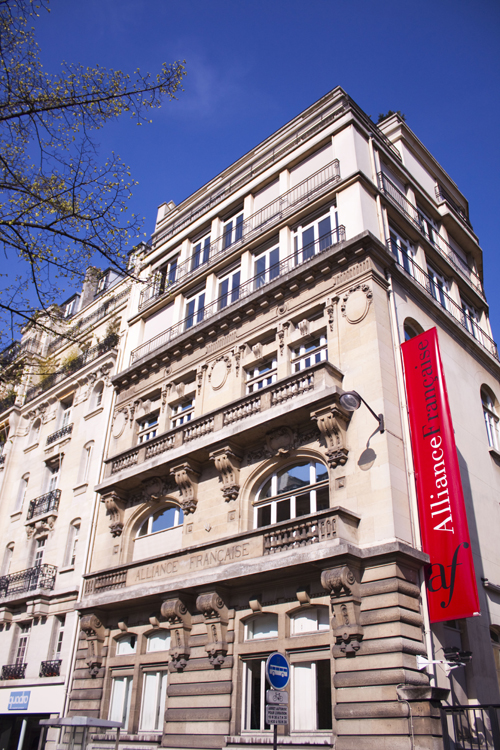
Sede central de la Alianza francesa en París.

Tiene su sede principal en la ciudad de París, en el Bulevar Raspail (al nivel del paseo Claude-Cahun-Marcel-Moore) en la llamada Alianza francesa de París, además, posee sedes en otros 136 países.

### Presencia en Francia

#### En París
La Alianza francesa París -Isla de Francia es un establecimiento privado de enseñanza superior, que imparte clases de francés para extranjeros (FLE). Organismo de formación que cuenta con el reconocimiento ministerial, la Alianza francesa es una asociación sin fines de lucro, reconocida de utilidad pública.
En 2007, La Alianza francesa de París experimentó una gran evolución y reestructuración de sus servicios:
- la Dirección de Relaciones Internacionales (DRI) originó la actual Fundación Alianza francesa.
- La Escuela de París y el Departamento de Recursos Humanos y Financieros (DRHF) se reunieron bajo un nuevo nombre: la  Alliance Française Paris Île-de-France.

Con más de 11 000 estudiantes de 160 nacionalidades diferentes cada año, la Alianza francesa es el mayor centro de estudios de Francia, así como el más antiguo y experimentado, ya que ofrece clases en París desde 1894.
Construyó su acción y su reputación con base en la calidad de su enseñanza y de sus formaciones, en un entorno multicultural que favorece los intercambios, el respeto y la colaboración.
Tres convenios rigen las relaciones entre la Fundación Alianza francesa y la Alianza francesa:
- Un convenio financiero: la Alianza francesa apoya financieramente a la Fundación.
- Un convenio respecto a los locales: la Alianza francesa de París hizo donación de su edificio, ubicado en bulevar Raspail, a la Fundación en el marco de su reestructuración en 2007.
- Un convenio pedagógico: la Alianza francesa acompaña a las Alianzas francesas del mundo en los proyectos de profesionalización de sus equipos pedagógicos y administrativos. Cada año se llevan a cabo más de cuarenta misiones en el extranjero.

La Alianza francesa propone clases no tan solo a particulares sino que también a ministerios, universidades, colegios, organismos públicos y grandes empresas que acompaña en su voluntad de mejorar el conocimiento lingüístico en el ámbito profesional. 
La escuela también es centro de formación para los profesores de francés idioma extranjero. Cada año, cerca de 2300 profesores de todas partes del mundo realizan formaciones in situ o a distancia, en el marco de su formación inicial o continua.
Otorga diplomas específicos para profesores, como el DAEFLE (Diploma de Aptitud a la Enseñanza del Francés Lengua extranjera) que creó con la colaboración del Centro Nacional de Enseñanza a Distancia (CNED) o el DPAFP-FLE (Diploma Profesional de la Alianza francesa en francés lengua extranjera), que finaliza un programa de formación inicial de cinco meses y que se imparte en París.
Asimismo se proponen prácticas pedagógicas durante los meses de verano o clases particulares para profesores de francés lengua extranjera (FLE), deseosos de profundizar sus conocimientos.
La Alianza francesa recibió la etiqueta «Qualité français langue étrangère» (calidad francés lengua extranjera), otorgado cada cuatro años por el Ministerio de Educación Nacional, de la enseñanza superior y de la investigación, el Ministerio de Relaciones Extranjeras y Europeas y el Ministerio de la Cultura y de la Comunicación. La escuela obtuvo la nota máxima en todos los criterios evaluados: acogida de los estudiantes, calidad del profesorado y de los cursos propuestos, de las instalaciones y de la gestión de la escuela. 
También es cofundadora de ALTE (Association of Language Testers in Europe), asociación a la cual pertenecen algunas de las instituciones europeas más prestigiosas en el dominio de la evaluación en lengua extranjera.
Desde 2010 es proveedor de la OFII (Oficina Francesa de la Inmigración y de la Integración) en formación lingüística para los signatarios del Contrato de Acogida Integración que residen en París.

#### En Montpellier
La Alianza francesa Montpellier es una escuela de francés en el sur de Francia, un establecimiento privado de enseñanza superior que imparte curos de francés para extranjeros (FLE) y una asociación sin fines de lucro, constituida en conformidad con los estatutos y los objetivos de la Fundación Alianza francesa.
Las misiones de la escuela se corresponden con aquellas propuestas por la Fundación: 
- la enseñanza de la lengua francesa a un extenso público internacional
- la promoción de la cultura francesa y francófona
- el intercambio y diálogo entre culturas.

Las acciones de la Alianza francesa Montpellier son la apertura de cursos de francés, la organización de manifestaciones culturales, la organización de visitas y viajes lingüísticos y culturales en la región, entre otras. 
Con más de 700 estudiantes de 70 nacionalidades diferentes por año, el centro de estudios basa su reputación en su pedagogía y la oferta cultural que propone a todos quienes quieren aprender francés.
Además, la Alianza francesa Montpellier es un centro de exámenes oficial habilitado y aprobado por la CIEP (Centro internacional de estudios pedagógicos), para el rendimiento del  TCF (Test de Conocimiento de Francés).
La escuela también lleva a cabo acciones culturales que se extienden sobre la ciudad y son dirigidas a públicos diversos: Horizons croisés – Talleres de conversación, el proyecto Francés y bande dessinée, las conferencias sobre la actualidad, la historia y las artes en Francia, las rutas culturales para descubrir Montpellier de formas diferentes, etc. 

#### En Lyon
La Alianza francesa de Lyon fue creada en 1984 y consiguió numerosas etiquetas desde su creación.
Es hoy en día la primera Escuela francesa de Lyon, así como la tercera Alianza francesa en Francia. Cuenta con un equipo multicultural de 40 personas. En sus 2500 m2 de locales modernos dedicados al aprendizaje de lenguas con 17 aulas espaciosas y climatizadas acoge a 2500 alumnos al año, de más de 130 nacionalidades diferentes.